# إنرجوأتوم
الشركة الحكومية الوطنية لتوليد الطاقة النووية "إنيرجوأتوم" ( SE NNEGC "إنيرجوأتوم" )،  باسم إنيرجوأتوم فقط، هي مؤسسة حكومية تدير جميع محطات الطاقة النووية الأربع في أوكرانيا ( محطة زابوريزجيا للطاقة النووية ، ومحطة ريفنا للطاقة النووية، ومحطة جنوب أوكرانيا للطاقة النووية ، ومحطة خميلنيتسكي للطاقة النووية ). وهي أكبر منتج للطاقة في أوكرانيا.

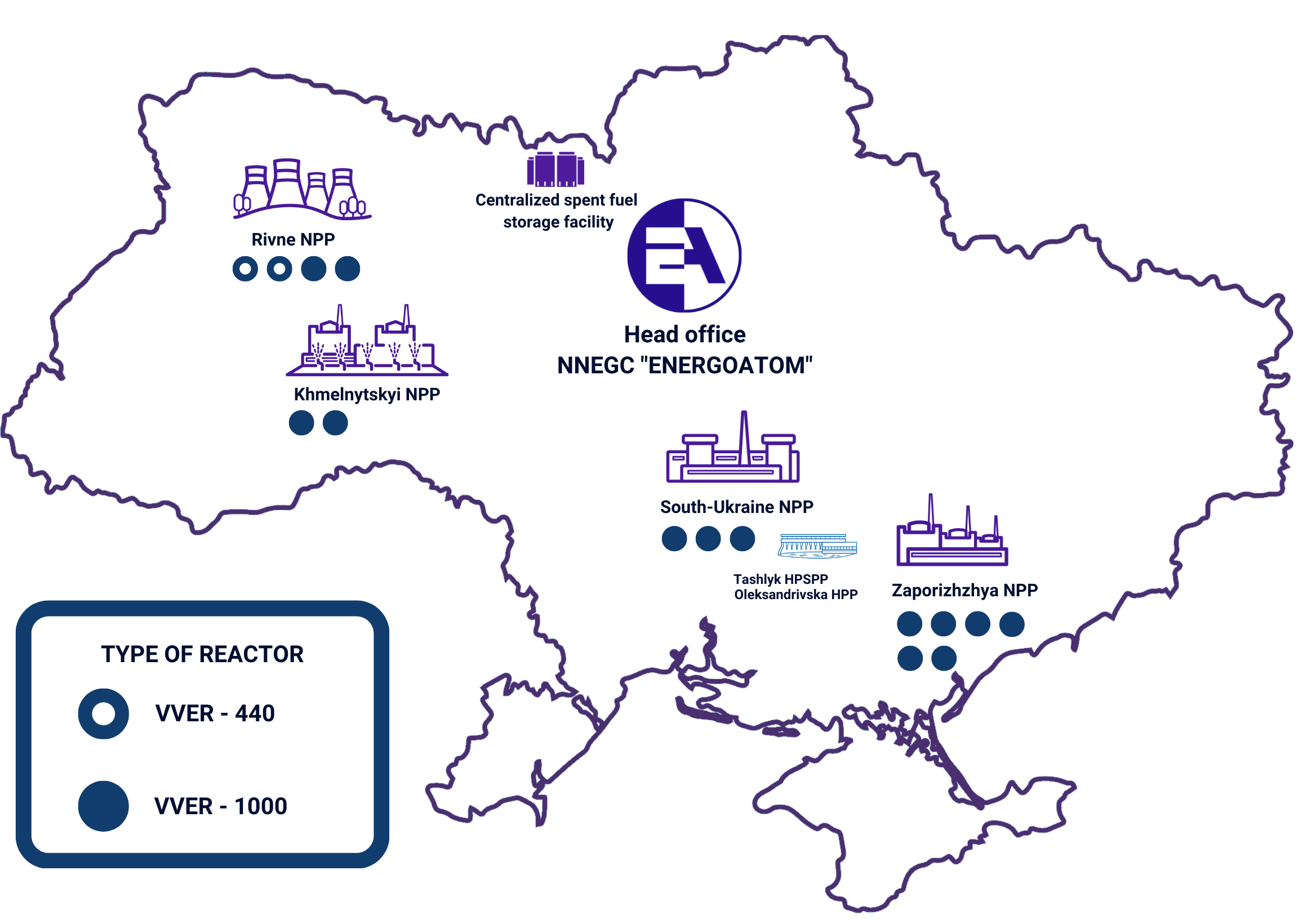
خريطة تخطيطية لموقع 4 محطات للطاقة النووية في أوكرانيا ومركز النفايات النووية.

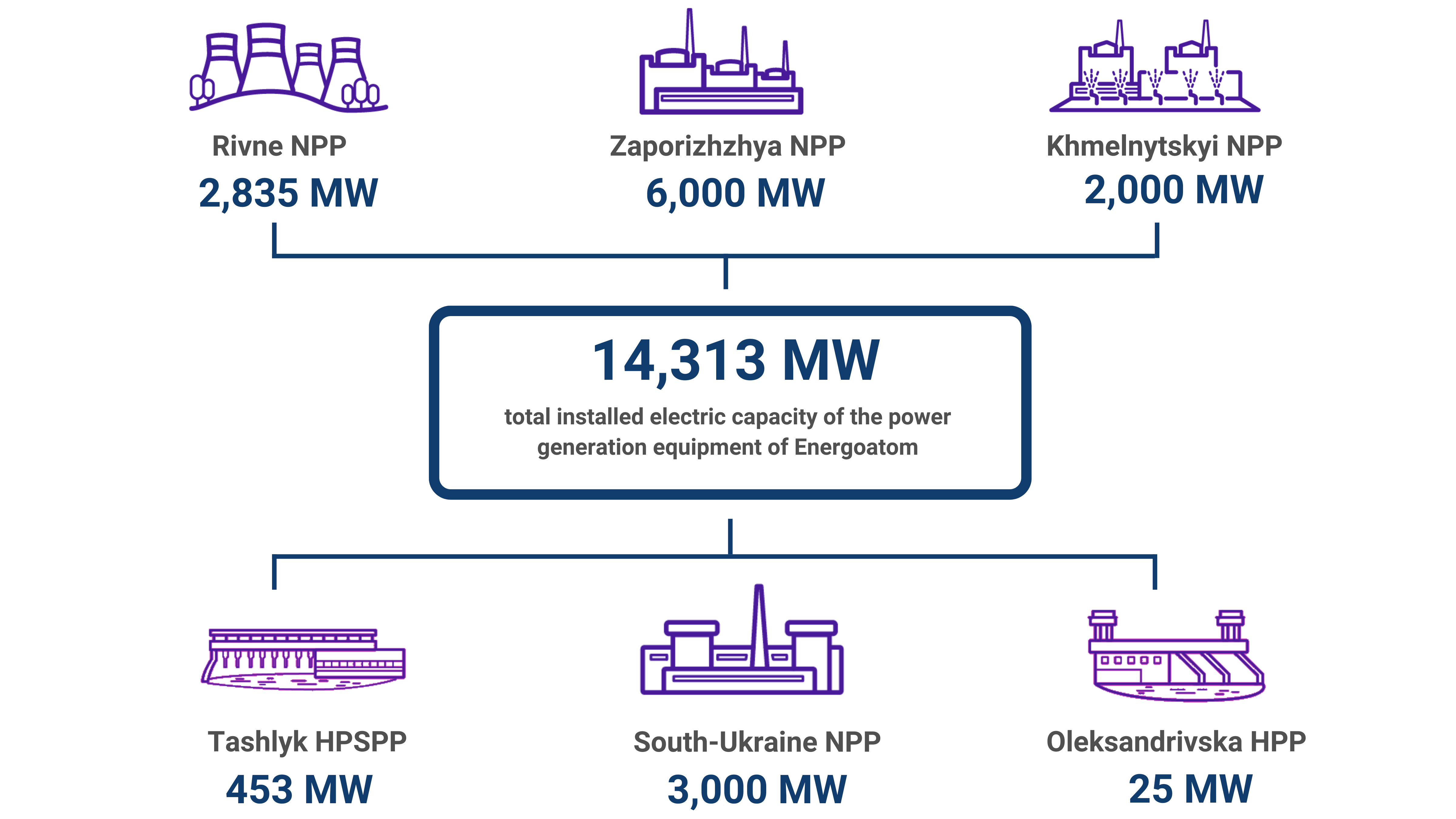
إجمالي القدرة الكهربائية المركبة من خاصية توليد سي نينك "إنرجواتوم"

## محطات الطاقة النووية

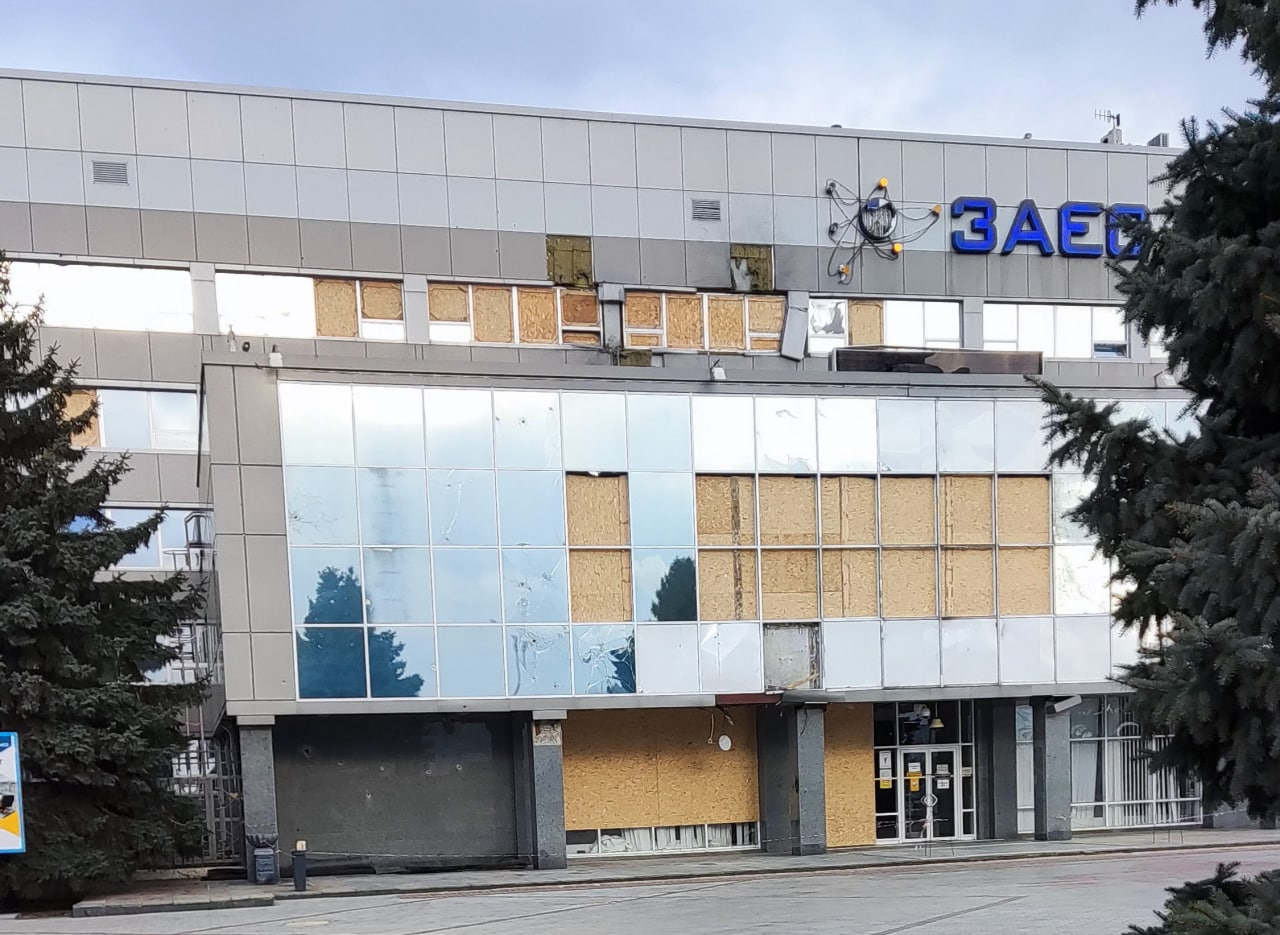
عواقب قصف محطة زابوريزهيا للطاقة النووية من قبل الجيش الروسي

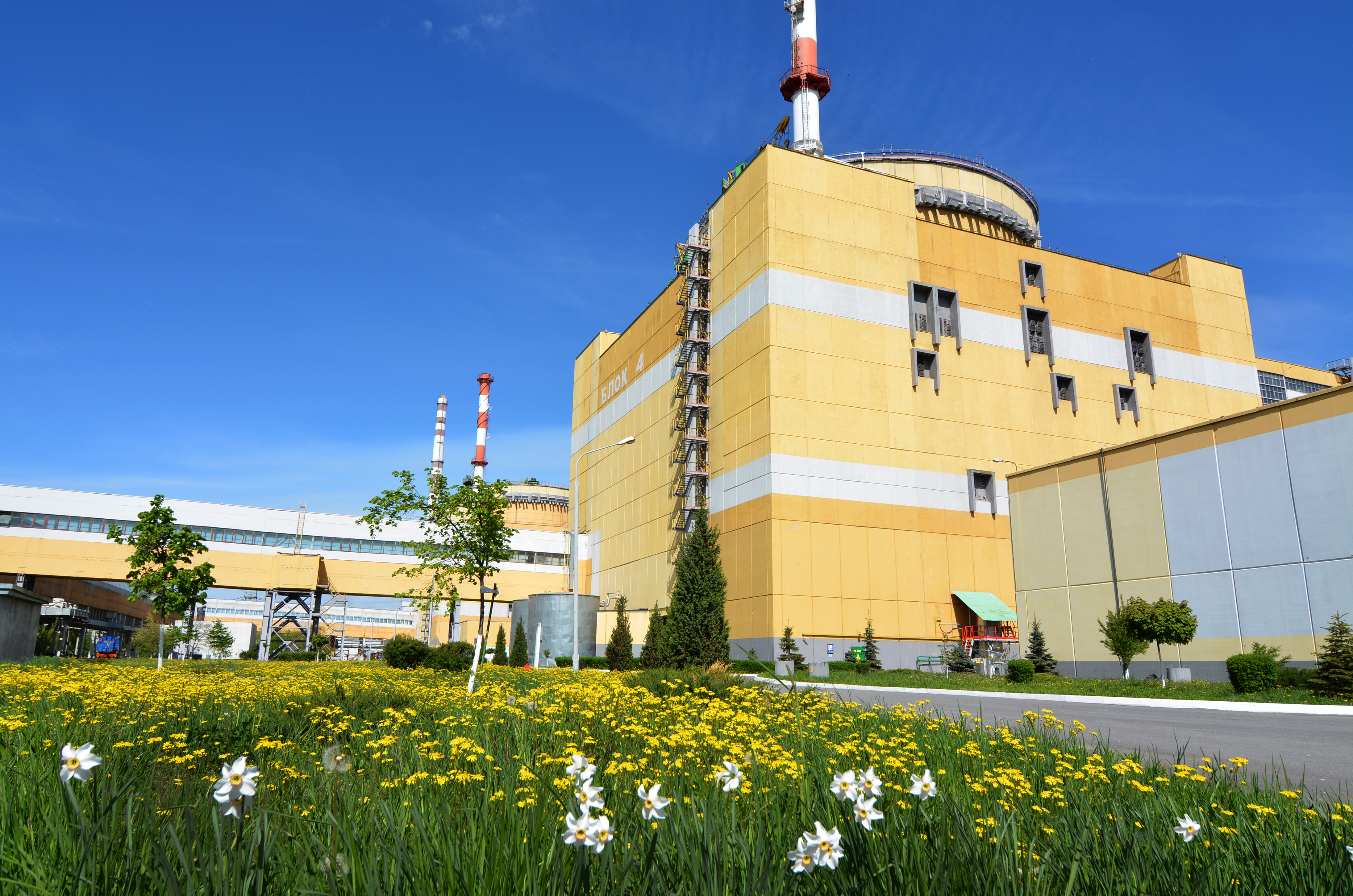
محطة الطاقة النووية ريفني

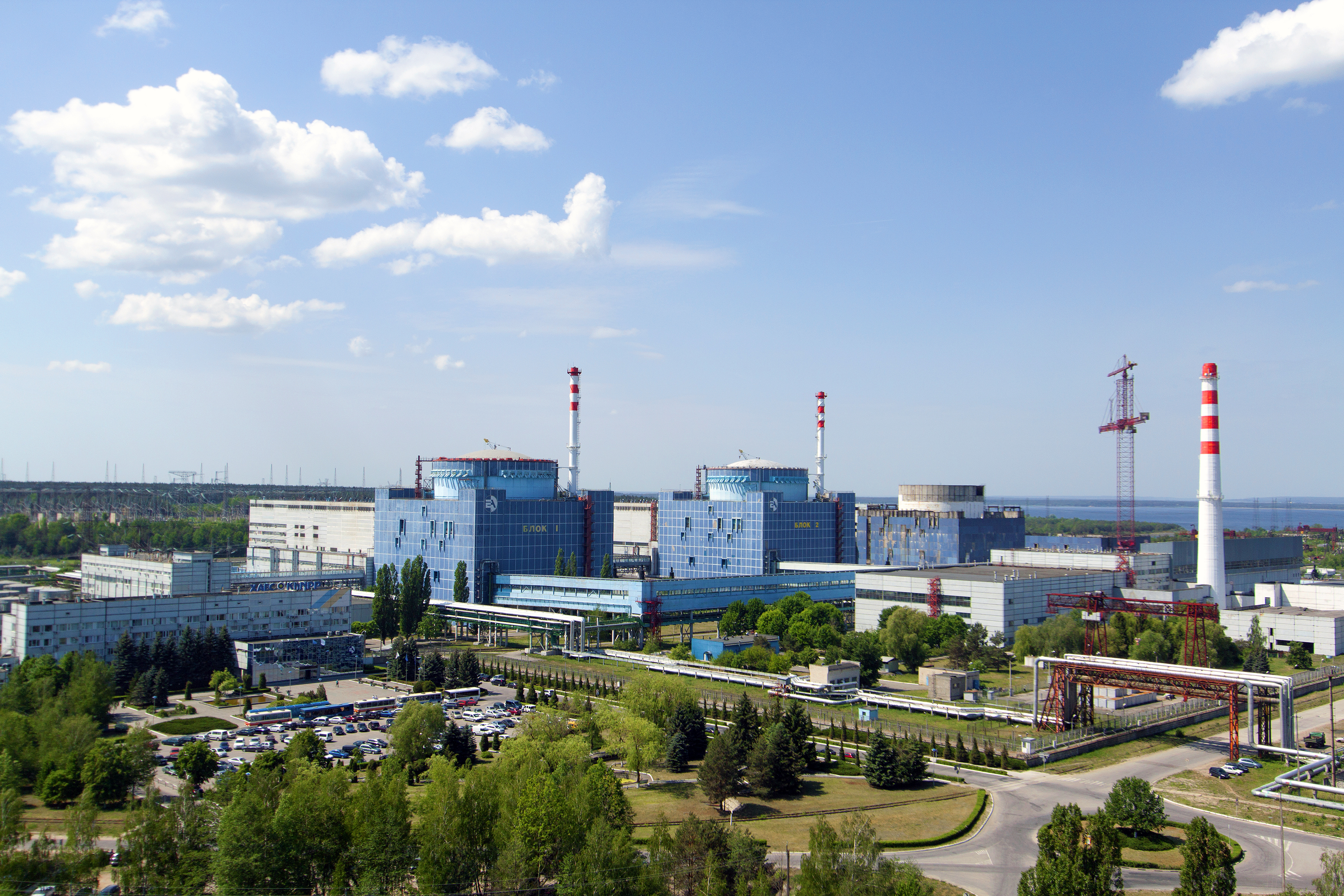
محطة الطاقة النووية خميلنيتسكي

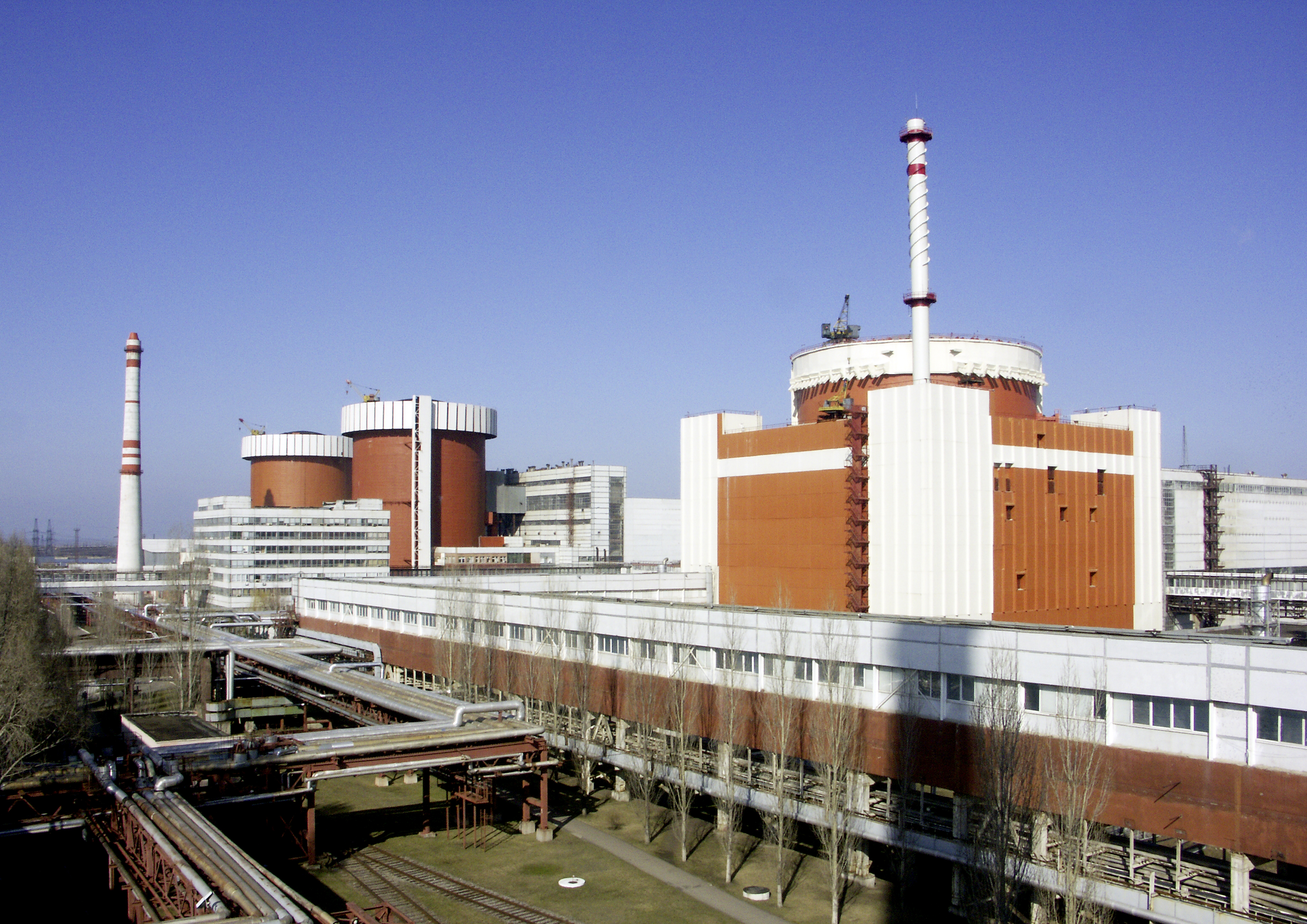
محطة الطاقة النووية في جنوب أوكرانيا

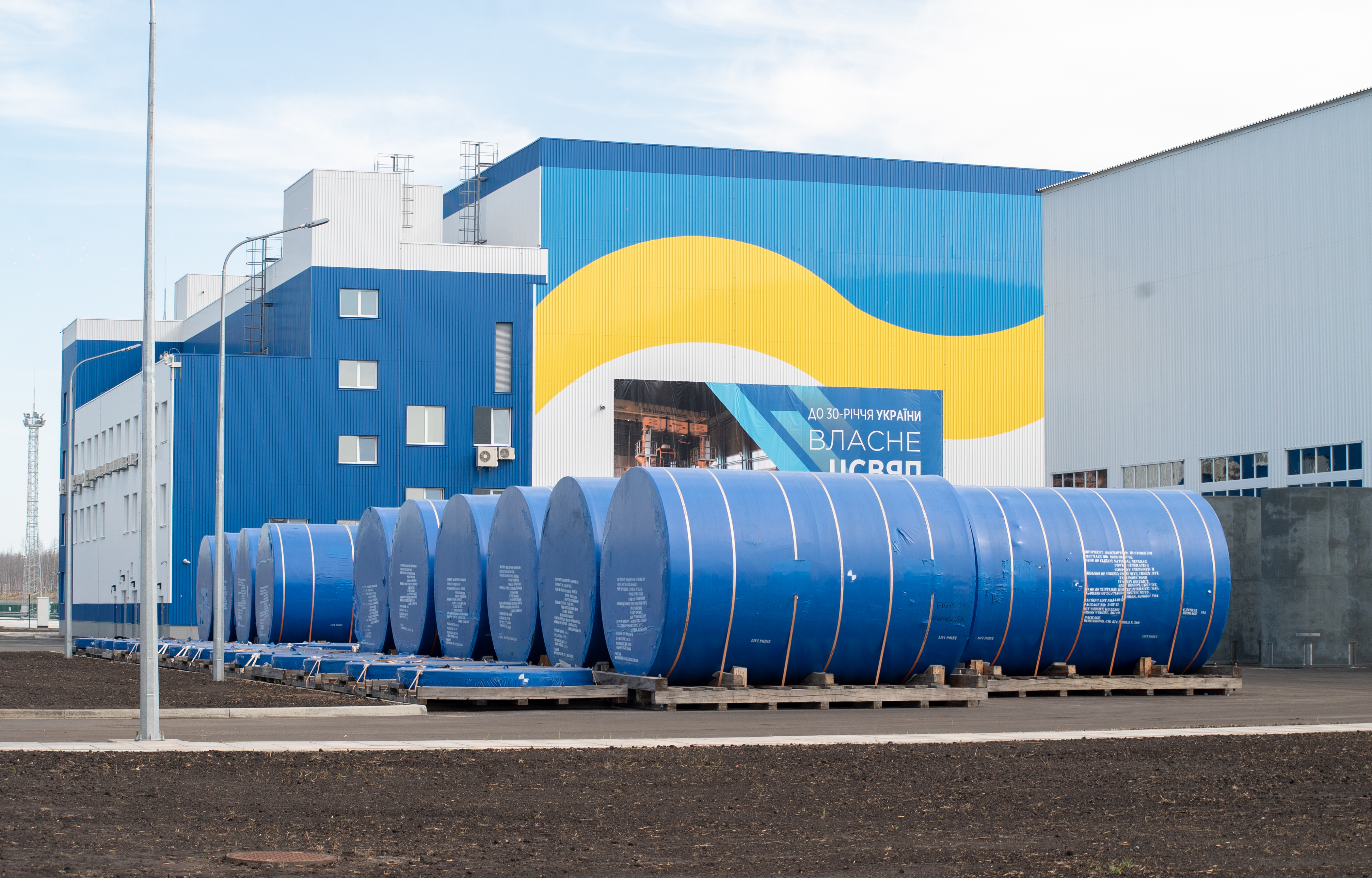
مستودع مركزي للوقود النووي المستهلك

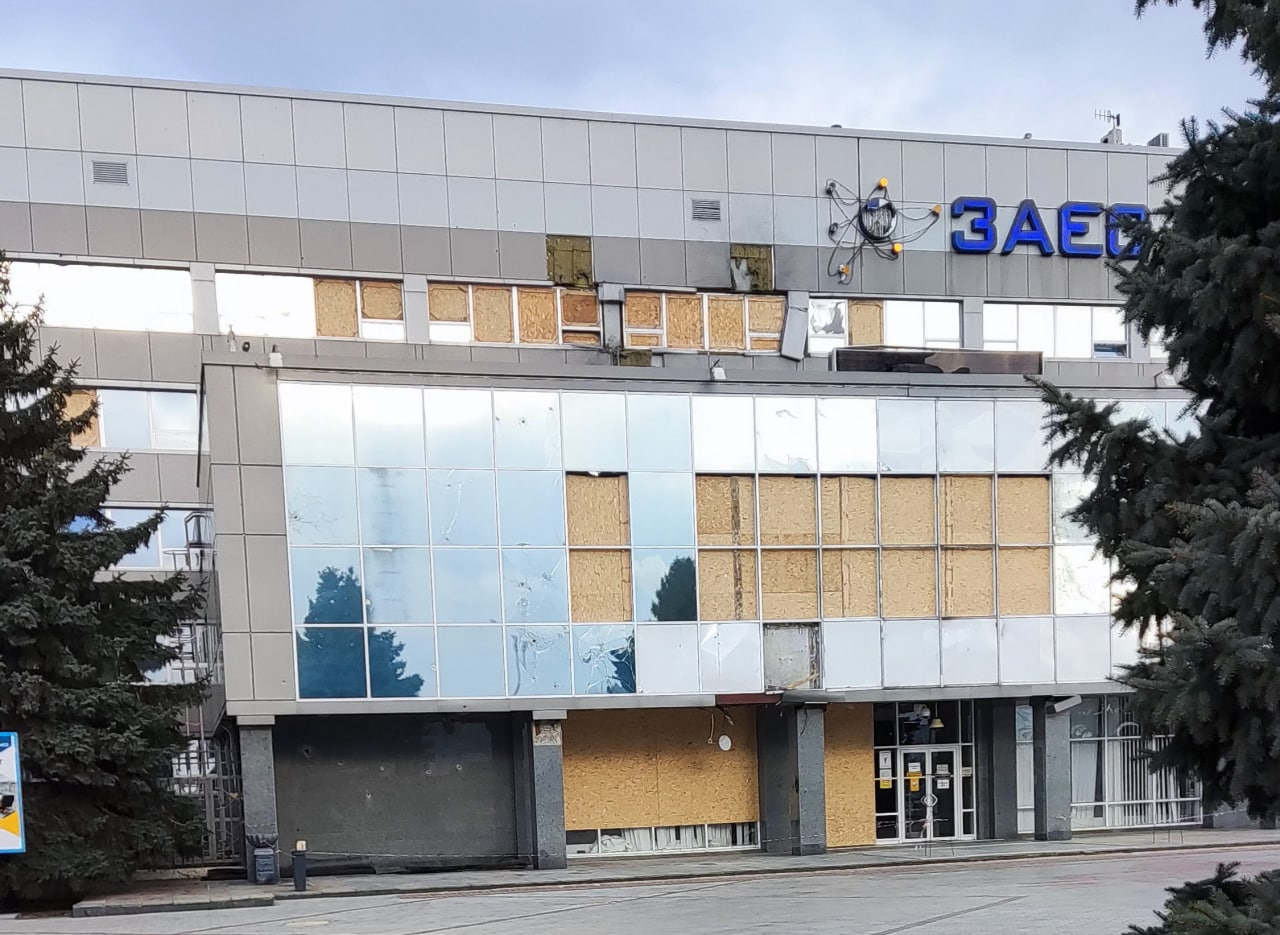
عواقب قصف محطة زابوريزهيا للطاقة النووية من قبل الجيش الروسي

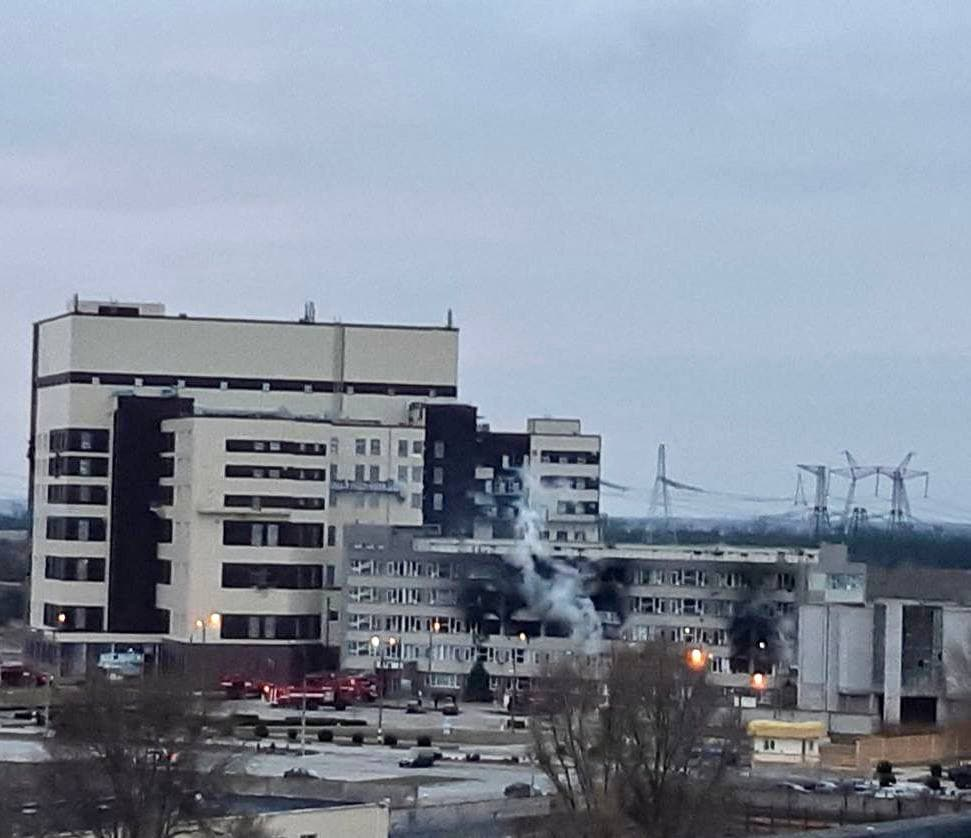
دخول المركز التعليمي والتدريبي نتيجة قصف الجيش الروسي لمحطة الطاقة النووية في 4 مارس 2022

1. ↑  وصلة مرجع: https://old.energoatom.com.ua/parts/statut.pdf. لغة العمل أو لغة الاسم: الأوكرانية. تاريخ النشر: 24 فبراير 2021. الوصول: 24 مارس 2024.
2. ↑  وصلة مرجع: https://www.kmu.gov.ua/news/uriad-ukhvalyv-rishennia-pro-utvorennia-aktsionernoho-tovarystva-enerhoatom.

## أنظر أيضاً
- توربوتوم

## الحواشي
قالب:Nuclear power in Ukraine

## روابط خارجية
- إنيرجواتوم (إصدار اللغة الإنجليزية)
- إنرجواتوم في أوبنداتابوت

قالب:Nuclear power in Ukraine
1. ↑  الأوكرانية: Державне підприємство «Національна атомна енергогенеруюча компанія «Енергоатом»، رومنة: Derzhavne pidpryiemstvo “Natsionalna atomna eherhoheneruiucha kompaniia “Enerhoatom”